# Manole mester
Manole mester (románul: Meșterul Manole) román mitológiai alak, kőművesmester, a Curtea de Argeș-i kolostor építője. Kőműves Kelemen román megfelelőjének tekinthető. Az azonos című román népballada Mircea Eliade szerint a Miorițával együtt a román népköltészet csúcsa, George Călinescu pedig úgy véli, hogy egyike a román irodalom négy alapvető mítoszának.

## Keletkezése
Vargyas Lajos szerint  Kőműves Kelemen balladája középkori eredetű, legkésőbb a 14. század végéig került a magyar folklórba, valószínűleg a legrégibb balladai témának tekinthető. Párhuzamai a balkáni népeknél mindenütt megtalálhatók. Vargyas Lajos 1959-es összehasonlító tanulmányában a téma 38 magyar, 87 bolgár, 16 román, 2 aromán, 37 szerbhorvát, 14 albán, 15 görög, 2 cigány változata mellett távolabbi párhuzamként 14 grúz-abház és 4 mordvin változatát sorolja fel és hivatkozza.
A „Manole” mesternév ezek közül román és bolgár változatokban fordul elő; ez a szerbhorvát és bolgár hősi epikában gyakori hősnév. Svetislav Stefanović szerint I. Manuél bizánci császár nevéről lehet szó, ami nem lenne idegen a délszláv epikától: több példa van arra, hogy szomszédnépek fejedelmi személyei epikus hősök névadóivá váltak. Két moldvai magyar változat is tartalmazza a nevet, ez azonban egyértelmű utólagos román hatás következménye a csángóknál, olyannyira, hogy az egyik egy román nyelvű versszakkal zárul.

## Felfedezése és kiadása
Vasile Alecsandri 1862-ben Elena Cuzának dedikált, de csak 1866-ban megjelent Poezii populare ale Românilor, adunate și întocmite de Vasile Alecsandri (Román népköltészet Vasile Alecsandri gyűjtésében és gondozásában) című művében szerepeltette, a Miorițával együtt. Amikor Kriza János 1863-ban kiadta az 1840-es évektől kezdve gyűjtött székely népköltési gyűjteményét Vadrózsák címmel, benne Kőműves Kelemenné balladájával, Iulian Grozescu a Fővárosi Lapok egy 1864-es számában hamisítással vádolta meg, Alecsandri és Marinescu gyűjtéseire hivatkozva. A kialakult heves vitát Arany János Vadrózsa-pörnek nevezte. Ennek hatására nagy lendülettel indult meg a balladák gyűjtése, a kutatások pedig igazolták Kriza gyűjtéseinek hitelét, egyúttal rámutattak az egyoldalú nemzeti szemlélet tarthatatlanságára és az összehasonlító folklorisztikai kutatások fontosságára.
Magyarul 1932-ben jelent meg Kádár Imre fordításában, az Erdélyi Helikon által kiadott A havas balladái című kötetben. Következő fordítását Jékely Zoltán készítette, amely az 1951-ben megjelent Román költők antológiája című gyűjteményben látott napvilágot.

## Tartalma
|  | Alább a cselekmény részletei következnek! |

Témája az építőáldozat. Negru vajda tíz kőművessel, köztük fő mesterükkel, Manolével az Argeș folyó mentén keres helyet egy új kolostor felépítéséhez. A hely kiválasztása után sikeres építkezés esetére nagy jutalmat ígér, sikertelenség esetén viszont büntetéssel – élve befalazással – fenyegeti meg őket. A kőművesek nekilátnak az építkezésnek, de amit nappal felraknak, éjjel rendre leomlik. Néhány nap után Manole álmot lát (egyes változatokban angyal vagy szellem hoz üzenetet): az átok akkor törik meg, ha reggel az elsőnek élelmet hozó húgot, feleséget feláldozzák, befalazzák. Másnap hajnalban saját feleségét látja meg elsőként közeledni. Istenhez fordul, és kéri, hogy esővel, majd viharral állja útját közeledő feleségének – ezek meg is érkeznek, de nem akadályozzák meg az asszonyt, hogy odaérjen. A kőművesek élve be is falazzák, hiába könyörög a saját és magzata életéért, utóbbit Manole meg sem hallja. A kolostor felépül; az avatáskor azonban Negru vajda kérdésére, hogy tudnának-e szebbet, nagyobbat építeni, az állványokon és tetőn álló tíz kőműves kérkedve igennel felel. A vajda dühében ledöntteti az állványokat, létrákat, hogy ne tudjanak lejönni. Ők azonban zsindelyekből szárnyakat építenek, s azzal leugranak, de szörnyethalnak. Manole az ugrás előtt hangot hall, befalazott kedvese panaszos hangját – ekkor tudja meg, hogy felesége várandós, és így fiát is befalazta. Lezuhan, s ahová érkezik, ott sós vízű könnyforrás fakad. Ez az Ikarosz-motívum a román változat jellegzetessége.
A kolostor a hagyomány szerint a Curtea de Argeș-i kolostor, Negru vajda pedig azonos lehet I. Basarab havasalföldi fejedelemmel, akinek itt volt az udvara.

## Hatása
A Curtea de Argeș-i kolostor közelében áll Manole mester kútja, amely a legenda szerint a mester lezuhanásának helyén áll.
- Carmen Sylva: Meșterul Manole – tragédia 4 felvonásban, 1891
- Victor Eftimiu: Meșterul Manole – színdarab, 1925
- Lucian Blaga: Meșterul Manole – színdarab, 1927 / magyarul: Manole mester, Kriterion Könyvkiadó, Bukarest, 1984, ford. Markó Béla
- Octavian Goga: Meșterul Manole – színmű 3 felvonásban / magyarul: Manole mester, Erdélyi Helikon, Kolozsvár, 1926, 1930, ford. Kádár Imre
- Phoenix: Meșterul Manole – EP, 1973
- Meșterul Manole – szimfonikus rockopera. 1973-ban született, de a kommunista cenzúra nem engedte bemutatni, így csak néhány dala jelent meg a Phoenix azonos nevű EP-jén. Ősbemutatójára végül 2013-ban került sor Temesváron.[9]